# Tabela integralov
Integriranje je ena od dveh osnovnih operacij v infinitezimalnem računu. Ker za razliko od odvajanja ni trivialna, nam včasih pridejo prav tabele znanih integralov. Ta stran navaja nekaj najbolj znanih integralov.

## Nedoločeni integrali
Za integracijsko konstanto uporabljamo oznako C in jo lahko določimo, če je znana vrednost primitivne funkcije v neki točki. V splošnem pa je konstanta C nedoločena.

### Potence,koreni
{\displaystyle \int x^{n}\,dx={\frac {x^{n+1}}{n+1}}+C\qquad {\mbox{ pri }}n\neq -1}
{\displaystyle \int x^{-1}\,dx=\int {\frac {dx}{x}}=\ln {\left|x\right|}+C}
{\displaystyle \int {\sqrt {x}}\,dx={\frac {2}{3}}x^{3/2}+C\!\,}
{\displaystyle \int {\frac {1}{\sqrt {x}}}\,dx=2{\sqrt {x}}+C\!\,}
{\displaystyle \int {1 \over {\sqrt {1-x^{2}}}}\,dx=\arcsin {x}+C}
{\displaystyle \int {1 \over {\sqrt {a-x^{2}}}}\,dx=\arctan {x \over {\sqrt {a-x^{2}}}}+C}
{\displaystyle \int {x \over {\sqrt {x^{2}-a}}}\,dx={\sqrt {x^{2}-a}}\ +C}

### Polinomi,racionalne funkcije
{\displaystyle \int (ax+b)\,dx={\frac {ax^{2}}{2}}+bx+C\!\,}
{\displaystyle \int (ax^{2}+bx+c)\,dx={\frac {a}{3}}x^{3}+{\frac {b}{2}}x^{2}+cx+C\!\,}
{\displaystyle \int (ax+b)^{n}\,dx={\frac {(ax+b)^{n+1}}{a(n+1)}}+C\!\,}
{\displaystyle \int {\frac {dx}{ax+b}}={\frac {1}{a}}\ln |ax+b|+C\!\,}
{\displaystyle \int {\frac {1}{x^{2}+1}}\,dx=\arctan {x}+C}
{\displaystyle \int {\frac {dx}{x^{2}+a^{2}}}={\frac {1}{a}}\arctan {\frac {x}{a}}+C\!\,}
{\displaystyle \int {\frac {f'(x)}{f(x)}}\,dx=\ln |f(x)|+C}

### Eksponentne,logaritemske funkcije
{\displaystyle \int e^{x}\,dx=e^{x}+C}
{\displaystyle \int e^{cx}\;\mathrm {d} x={\frac {1}{c}}e^{cx}+C}
{\displaystyle \int a^{x}\,dx={\frac {a^{x}}{\ln {a}}}+C}
{\displaystyle \int xe^{x}\,dx=e^{x}(x-1)+C\!\,}
{\displaystyle \int {\frac {dx}{e^{x}}}=-{\frac {1}{e^{x}}}+C\!\,}
{\displaystyle \int {\frac {x}{e^{x}}}\,dx=-{\frac {x+1}{e^{x}}}+C\!\,}
{\displaystyle \int {\frac {e^{x}}{x}}\,dx=-\operatorname {Ei} (-x)+C\!\,}      Opomba: Ei = eksponentni integral
{\displaystyle \int \ln {x}\,dx=x\ln {x}-x+C}
{\displaystyle \int \log _{a}x\,dx=x\log _{a}{x}-{\frac {x}{\ln a}}+C}

### Trigonometrične funkcije
{\displaystyle \int \cos({nx})\,dx={sin(nx) \over n}+C}
{\displaystyle \int \sin({nx})\,dx={-{cos(nx) \over n}}+C}
{\displaystyle \int \tan {x}\,dx=-\ln {\left|\cos {x}\right|}+C}
{\displaystyle \int \cot {x}\,dx=\ln {\left|\sin {x}\right|}+C}
{\displaystyle \int {\frac {dx}{\cos ^{2}x}}=\int \sec ^{2}x\,dx=\tan x+C}
{\displaystyle \int {\frac {dx}{\sin ^{2}x}}=\int \csc ^{2}x\,dx=-\cot x+C}
{\displaystyle \int \sin ^{2}x\,dx={2x-\sin 2x \over 4}+C={{x \over 2}-{sin2x \over 4}}+C}
{\displaystyle \int \cos ^{2}x\,dx={2x+\sin 2x \over 4}+C={{x \over 2}+{sin2x \over 4}}+C}

### Hiperbolične funkcije
{\displaystyle \int \sinh x\,dx=\cosh x+C}
{\displaystyle \int \cosh x\,dx=\sinh x+C}
{\displaystyle \int \tanh x\,dx=\ln |\cosh x|+C}
{\displaystyle \int \coth x\,dx=\ln |\sinh x|+C}
{\displaystyle \int {\mbox{csch}}\,x\,dx=\ln \left|\tanh {x \over 2}\right|+C}
{\displaystyle \int {\mbox{sech}}\,x\,dx=\arctan(\sinh x)+C}

## Določeni integrali
Obstajajo funkcije katerih primitivnih funkcij ne moremo izraziti v zaprti obliki. Vendar lahko izračunamo vrednosti določenih integralov teh funkcij v nekaterih intervalih. Nekaj uporabnih določenih integralov je podanih spodaj.
{\displaystyle \int _{0}^{\infty }{{\frac {1}{x^{2}+a^{2}}}\,dx}={\frac {\pi }{2a}}\!\,}
{\displaystyle \int _{0}^{\infty }{{\frac {1}{(1+x)x^{a}}}\,dx}={\frac {\pi }{\sin(a\pi )}},\quad (a<1)\!\,}
{\displaystyle \int _{0}^{\infty }{{\frac {x^{a-1}}{1+x}}\,dx}={\frac {\pi }{\sin(a\pi )}},\quad (0<a<1)\!\,}
{\displaystyle \int _{0}^{\infty }{{\frac {1}{(1-x)x^{a}}}\,dx}=-\pi \operatorname {ctg} ,\quad (a<1)\!\,}
{\displaystyle \int _{-\infty }^{\infty }{\frac {1}{(1+x^{2}/a)^{(a+1)/2}}}\,dx={\frac {{\sqrt {a\pi }}\ \Gamma (a/2)}{\Gamma {\Big [}(a+1)/2){\Big ]}}},\quad (a>0)\!\,}      (povezava z gostoto verjetnosti Studentove t-porazdelitve)
{\displaystyle \int _{0}^{\infty }{{\frac {x^{a-1}}{1+x^{b}}}\,dx}={\frac {\pi }{b\sin(a\pi /b)}},\quad (0<a<b)\!\,}
{\displaystyle \int _{0}^{\infty }{{\frac {x^{a}}{x^{b}+c^{b}}}\,dx}={\frac {\pi c^{a+1-b}}{b\sin {\Big [}(a+1)\pi /b{\Big ]}}},\quad (0<a+1<b)\!\,}
{\displaystyle \int _{0}^{\infty }{{\frac {x^{a}}{(x^{b}+c^{b})^{d}}}\,dx}={\frac {(-1)^{d-1}\pi c^{a+1-bd}}{b\sin {\Big [}(a+1)\pi /b{\Big ]}(d-1)!\,\Gamma {\Big [}(a+1)/(b-d+1){\Big ]}}},\quad (0<a+1<bd)\!\,}
{\displaystyle \int _{0}^{\infty }{{\frac {1}{1+2x\,\cos(a)+x^{2}}}\,dx}={\frac {a}{\sin a}}\!\,}
{\displaystyle \int _{0}^{\infty }{{\frac {x^{b}}{1+2x\,\cos(a)+x^{2}}}\,dx}={\frac {\pi }{\sin(b\pi )}}{\frac {\sin(ab)}{\sin a}},\quad \left(0<a<{\frac {\pi }{2}}\right)\!\,}
{\displaystyle \int _{0}^{\infty }{{\frac {1}{e^{ax}}}\,dx}={\frac {1}{a}},\quad (a>0)\!\,}
{\displaystyle \int _{-\infty }^{\infty }{{\frac {1}{e^{ax^{2}}}}\,dx}=2\int _{0}^{\infty }{{\frac {1}{e^{ax^{2}}}}\,dx}={\sqrt {\frac {\pi }{a}}},\quad (a>0)\!\,}      (Gaussov integral)
{\displaystyle \int _{0}^{\infty }{{\frac {1}{e^{a^{2}x^{2}}}}\,dx}={\frac {\sqrt {\pi }}{2a}},\quad (a>0)\!\,}
{\displaystyle \int _{0}^{\infty }{{\frac {1}{e^{x^{2}+(a^{2}/x^{2})}}}\,dx}={\frac {\sqrt {\pi }}{2e^{2a}}}\!\,}
{\displaystyle \int _{-\infty }^{\infty }{{\frac {1}{e^{ax^{2}+2bx}}}\,dx}={\sqrt {\frac {\pi }{a}}}e^{b^{2}/a},\quad (a>0)\!\,}
{\displaystyle \int _{-\infty }^{\infty }{{\frac {1}{e^{ax^{2}+bx+c}}}\,dx}={\frac {\sqrt {\pi }}{a}}e^{(b^{2}-4ac)/4a},\quad (a>0)\!\,}
{\displaystyle \int _{0}^{\infty }{{\frac {x}{e^{x^{2}}}}\,dx}={\frac {1}{2}}\!\,}
{\displaystyle \int _{0}^{\infty }{{\frac {x}{e^{a(x-b)^{2}}}}\,dx}=b{\sqrt {\frac {\pi }{a}}},\quad (a>0)\!\,}
{\displaystyle \int _{0}^{\infty }{{\frac {x^{2}}{e^{ax^{2}}}}\,dx}={\frac {1}{4}}{\sqrt {\frac {\pi }{a^{3}}}},\quad (a>0)\!\,}
{\displaystyle \int _{0}^{\infty }{{\frac {x^{2}}{e^{a^{2}x^{2}}}}\,dx}={\frac {\sqrt {\pi }}{4a^{3}}},\quad (a>0)\!\,}
{\displaystyle \int _{0}^{\infty }{{\frac {x^{n}}{e^{ax}}}\,dx}={\begin{cases}{\frac {\Gamma (n+1)}{a^{n+1}}},&\ (a>0,n>-1)\\{\frac {n!}{a^{n+1}}},&\ (a>0,n\geq 0;\,(n\in \mathbb {N} _{0}))\end{cases}}\!\,}
{\displaystyle \int _{0}^{\infty }{{\frac {x^{n}}{e^{ax^{2}}}}\,dx}={\begin{cases}{\frac {\Gamma {\big [}(n+1)/2{\big ]}}{2a^{(n+1)/2}}},&\ (a>0,n>-1)\\{\frac {(2k-1)!!}{2^{k+1}a^{k}}},&\ (a>0,n=2k,k\in \mathbb {Z} )\\{\frac {k!}{2a^{k+1}}},&\ (a>0,n=2k+1,k\in \mathbb {Z} )\end{cases}}\!\,}      (!! je dvojna fakulteta)
{\displaystyle \int _{0}^{\infty }{{\frac {x^{2n}}{e^{ax^{2}}}}\,dx}={\frac {1\cdot 3\cdot 5\cdots (2n-1)}{2^{n+1}a^{n}}}{\sqrt {\frac {\pi }{a}}}\!\,}
{\displaystyle \int _{0}^{\infty }{{\frac {x^{2n+1}}{e^{ax^{2}}}}\,dx}={\frac {n!}{2a^{n+1}}},\quad (a>0,n>-1)\!\,}
{\displaystyle \int _{0}^{\infty }{\frac {x^{n}}{ne^{x}}}\,dx=\Gamma (n)\!\,}      (funkcija Γ)
{\displaystyle \int _{0}^{\infty }{\frac {\ln x}{e^{x}}}\,dx=-\gamma =-0,5772156649\ldots \!\,}      (Euler-Mascheronijeva konstanta)
{\displaystyle \int _{0}^{\infty }{{\frac {\sqrt {x}}{e^{ax}}}\,dx}={\frac {1}{2a}}{\sqrt {\frac {\pi }{a}}}\!\,}
{\displaystyle \int _{0}^{\infty }{{\frac {1}{e^{x}{\sqrt {x}}}}\,dx}=\Gamma \left({\frac {1}{2}}\right)={\sqrt {\pi }}\!\,}      (Eulerjev integral)
{\displaystyle \int _{0}^{\infty }{{\frac {1}{e^{ax}{\sqrt {x}}}}\,dx}={\sqrt {\frac {\pi }{a}}}\!\,}
{\displaystyle \int _{0}^{\infty }{{\frac {x}{e^{x}-1}}\,dx}=\Gamma (2)\zeta (2)={\frac {\pi ^{2}}{6}}}      ({\displaystyle \zeta (\cdot )} jeRiemannova funkcija ζ (baselski problem))
{\displaystyle \int _{0}^{\infty }{{\frac {x^{3}}{e^{x}-1}}\,dx}=\Gamma (4)\zeta (4)={\frac {\pi ^{4}}{15}}}
{\displaystyle \int _{0}^{\infty }{{\frac {x^{n}}{e^{x}-1}}\,dx}=\Gamma (n+1)\zeta (n+1)}
{\displaystyle \int _{0}^{\infty }{\frac {x\ln x}{e^{2\pi x}-1}}\,dx={\frac {1}{24}}-{\frac {1}{2}}\ln A\!\,}      (A je Glaisher-Kinkelinova konstanta)
{\displaystyle \int _{0}^{1/2}\ln \Gamma (x+1)\,dx=-{\frac {1}{2}}-{\frac {7}{24}}\ln 2+{\frac {1}{4}}\ln \pi +{\frac {3}{2}}\ln A\!\,}